# جوناثان إيفرت سارجنت
جوناثان إيفرت سارجنت هو قاضي ومحامي وسياسي أمريكي، ولد في 23 أكتوبر 1816 في نيو لندن في الولايات المتحدة، وتوفي في 6 يناير 1890 في كونكورد في الولايات المتحدة. نشط حزبياً في الحزب الجمهوري. وقد انتخب عضو مجلس ولاية نيوهامبشير ‏.